# Max Bohm

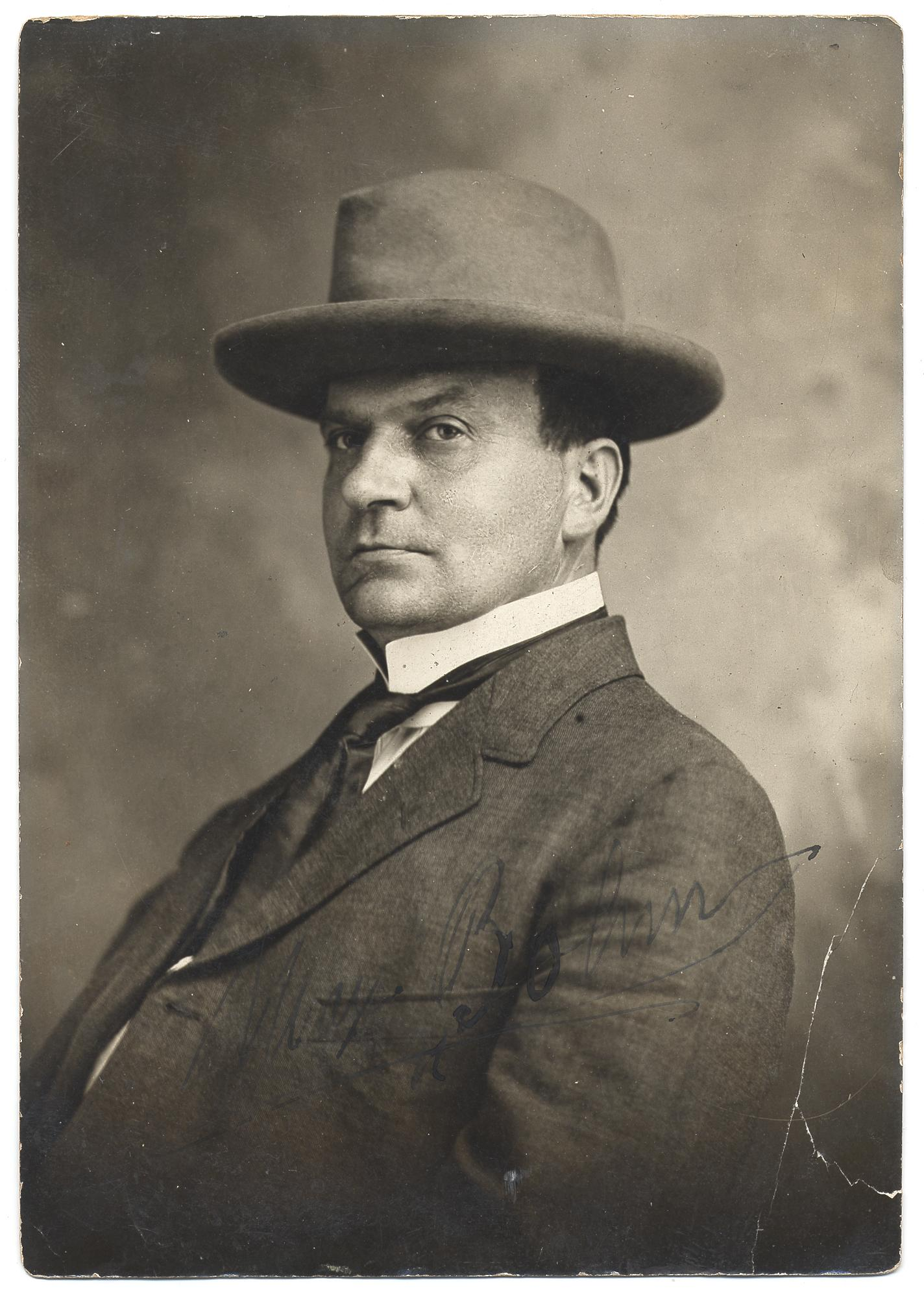
Max Böhm

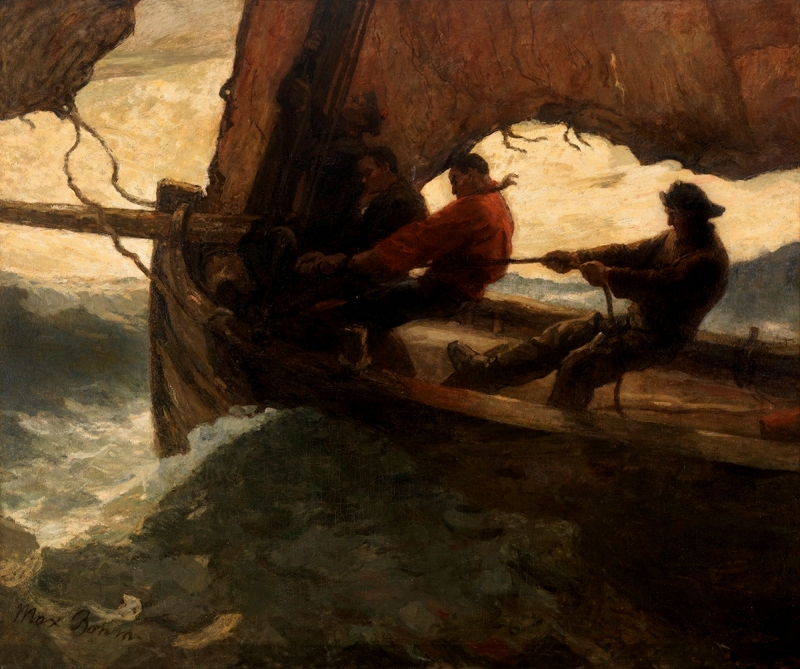
Auf See, um 1898

Max Bohm, deutsch: Max Böhm (* 21. Januar 1868 in Cleveland; † 19. September 1923 in Provincetown), war ein US-amerikanischer impressionistischer Maler.
Böhm studierte an der Pariser Académie Julian bei Benjamin-Constant, Jean-Paul Laurens und Jules Laurens, stellte seit 1889 im Pariser Salon regelmäßig aus und lebte 1895 bis 1904 in der Künstlerkolonie Étaples. Dort an der Opalküste arbeiteten zeitweise auch Rupert Bunny, Frederick Carl Frieseke, Walter Gay, Homer Dodge Martin, Eugène Lawrence Vail, Henri Le Sidaner, Francis Tattegrain und Frits Thaulow.
Ab 1905 lehrte Böhm an einer Londoner Schule Malerei und kehrte 1911 in die Heimat zurück. Drei Jahre verbrachte er an der Ostküste in der Künstlerkolonie Cape Cod. 1920 wurde Böhm Mitglied der National Academy.
Die Malerin Anne Packard (* 1933) ist eine Enkelin von Max Böhm.